# 松本奉山
松本 奉山（まつもと ほうざん、1925年9月2日 - 2010年1月5日）は、日本の水墨画家。愛媛県今治市生まれ。本名は松本 由美子（まつもと ゆみこ）。

## 略歴
1942年、松本尚山に入門。1963年に渡米し、海外でも活躍した。外務省文化使節や国際交流基金文化使節として海外で多くの活動を行った。シアトルにあるコーニッシュ芸術大学の講師を務めたこともある。
2010年1月5日、大阪市福島区の病院で肝臓がんにより84歳で死去した。

## 作風・作品
国内だけでなく、欧米や南米の風景を描いた作品も描いて個展を開き、高い評価を得た。
1999年のしまなみ海道開通時には、橋と島を組み合わせた作品を多数描いた。
2000-2001年には、琵琶湖と淀川の風景を描いた「みず紀行」を、毎日新聞夕刊（大阪本社発行版）に連載した。